# Óscar Mainer
Óscar Mainer Sanmartín  (Zaragoza, 5 de abril de 1969-Ibidem, 28 de septiembre de 2018) fue un balonmanista español de la División de Honor, ocupando la posición de extremo derecho. Fue campeón de Europa con el equipo pamplonés Portland San Antonio.

## Carrera deportiva
Formado en la cantera del Maristas de Zaragoza, pasó al histórico BM Granollers en 1988, donde se produjo su debut en la máxima categoría del balonmano español. Tras unos fugaces pases por el Handbol Palautordera y el desaparecido BM Alicante, jugó cinco temporadas en el club canario del Cadagua Gáldar. En su etapa en el Portland San Antonio, de 1997 a 2003, consiguió la mayoría de los triunfos deportivos de su carrera, en especial la Copa de Europa de 2001. En el final de su carrera como jugador de balonmano disputó una temporada en el Bidasoa Irún y al final de la temporada 2004-05 se retiró en las filas del BM Torrevieja.
Licenciado en Educación Física (INEF), en verano de 2005 fue contratado como director técnico del CAI BM Aragón. El año siguiente pasó a desempeñar las funciones de director gerente en el mismo club.
Falleció el 28 de septiembre de 2018 en Zaragoza, víctima de un cáncer de páncreas.

## Trayectoria
- Maristas de Zaragoza
- 1988-89  BM Granollers
- 1989-90  Handbol Palautordera
- 1990-92  Helados Alacant
- 1992-97  Cadagua Gáldar
- 1997-03  Portland San Antonio
- 2003-04  Bidasoa Irún
- 2004-05  Club Balonmano Torrevieja
- Dos partidos con la selección española, marcando cuatro goles.
- Campeón del torneo internacional de Noruega 1999.[3]

## Palmarés clubes
- 1 Copa de Europa: 2000-01
- 1 Recopa de Europa: 1999-00
- 1 Supercopa de Europa: 1999-00
- 1 Subcampeonato City Cup: 1994-95
- 1 Liga Asobal: 2001-02
- 2 Copa del Rey: 1998-99 y 2000-01
- 2 Supercopa de España: 2001-02 y 2002-03

## Premios y reconocimientos
- Insignia y la Medalla de Oro al mérito deportivo (Real Federación Española de Balonmano, 2013).[4]
- Premio de honor Leyenda del Deporte en la XXI Gala del Deporte (Dirección General del Deporte del Gobierno de Aragón, 2018)[5]